# Енцы
Енцы (бел. Енцы) — деревня в Ворновском сельсовете Кормянского района Гомельской области Беларуси.

## География

### Расположение
В 13 км на юг от Кормы, в 50 км от железнодорожной станции Буда-Кошелёвская (на линии Гомель — Жлобин), в 77 км от Гомеля.

### Гидрография
На реке Горна (приток реки Сож).

## Транспортная сеть
Транспортные связи по просёлочной, затем автомобильной дороге Корма — Чечерск. Планировка состоит из 2 разделённых рекой частей: северной (криволинейная улица из односторонней застройкой) и южной (криволинейная улица из застройкой вдоль реки). Жилые дома деревянные, усадебного типа.

## История
В 1563 году великий князь Жигимонт-Август за военные заслуги пожаловал Сидору Окиншицу три пустых участка в урочище Енцы при Лужке Чечерского староства. В XVII веке селение в Речицком повете Минского воеводства Великого княжества Литовского. Согласно инвентарю 1704 года Чечерского староства боярский посёлок 6 дымов. После 1-го раздела Речи Посполитой (1772 год) в составе Российской империи. Согласно ревизии 1816 года околица, в Расохской волости Рогачёвского уезда Могилёвской губернии. Хозяин одноимённого фольварка в 1875 году владел здесь 294 десятинами земли и водяной мельницей. В 1883 году работал хлебозапасный магазин. Согласно переписи 1897 года в деревне и околице действовали 2 ветряные мельницы, рядом находился фольварк. В 1909 году в околице 201 десятина земли, в деревне 344 десятины земли. В 1911 году открыта школа, которая разместилась в наёмном крестьянском доме.
В 1930 году организован колхоз «Искра», работали ветряная мельница и кузница. Согласно переписи 1959 года в составе колхоза имени Г. М. Димитрова (центр — деревня Ворновка).
В деревне родились Герой Советского Союза П. В. Нестерович и академик Н. Д. Нестерович (его именем названа одна из улиц деревни).

## Население
- 1704 год — 6 дымов.
- 1816 год — 12 дворов.
- 1868 год — 32 двора, 209 жителей.
- 1883 год — 55 дворов, 148 жителей.
- 1897 год — 74 двора, 532 жителя (согласно переписи).
- 1909 год — в деревне 73 двора, 442 жителя; в околице 32 двора, 170 жителей.
- 1959 год — 309 жителей (согласно переписи).
- 2004 год — 15 хозяйств, 29 жителей.
- 2025 год  -- 2 хозяйства дачного типа без постоянного проживания.